# Smog (álbum)
Smog es el segundo álbum de la banda mexicana de rock psicodélico, Los Dug Dugs, publicado en 1973, ya habiendo empezado la censura que el gobierno mexicano entonces haría a la música rock. Este álbum, a diferencia del anterior, se compone de canciones en castellano y un sonido más orientado hacia el rock ácido y el progresivo.

## Lista de temas
Lado 1
1. Smog
2. Búscalo
3. Hagámoslo ahora (2a. parte)

- Sígueme
- Dime ¿quién eres tú?
- Córtalo
- Ven, ven, ven
- Hagámoslo ahora

Lado 2
1. Yo no sé
2. ¿Cuál es tu nombre?
3. Meditación
4. No somos malos
5. Voy hacia el cielo (Voy hacia el Sol)

## Músicos
- Armando Nava: guitarras acústica y eléctrica, voz, flauta, piano y percusiones
- Jorge Torres Aguayo: bajo eléctrico y con distorsión, voz y percuciones
- Daniel Tello: percusiones
- Enrique Nava: voz

## Ficha técnica
- Pocho Pérez: arreglos en "Voy hacia el cielo (Voy hacia el Sol)"
- Armando Nava: productor, autor de todas las canciones

- Datos: Q11278103